# Schwalbenwurz-Höckereule
Die Schwalbenwurz-Höckereule (Abrostola asclepiadis), auch Schwalbenwurzeule genannt, ist ein Schmetterling (Nachtfalter) aus der Familie der Eulenfalter (Noctuidae).

## Merkmale

### Falter
Die Falter erreichen eine Flügelspannweite von 29 bis 38 Millimetern. Von der braunen Grundfärbung hebt sich das gelbbraune Wurzelfeld deutlich ab. Dieses kann zuweilen auch rosafarbene Tönungen annehmen. Die Makel sind schwarz umrandet. Das Saumfeld ist etwas aufgehellt und enthält dünne, schwarze Aderstriche, die für die Art charakteristisch sind. Kennzeichnend ist auch die schwarze äußere Querlinie, die nahezu senkrecht auf den Vorderrand mündet. Die Hinterflügel sind zeichnungslos braungrau. Der Körper des Falters ist pelzig behaart. Am Kopf befindet sich ein deutlich aufgerichtetes Haarbüschel, dem einige kürzere auf dem Hinterleib folgen.

### Raupe, Puppe
Die sehr markanten Raupen sind bläulichweiß gefärbt und mit einer Vielzahl von kleinen schwarzen Punkten versehen. Auffällig ist ein breiter gelber Seitenstreifen. Sie ähnelt in gewisser Weise einigen Raupen der Gattung Shargacucullia, beispielsweise denjenigen des Königskerzen-Mönchs (Shargacucullia verbasci).
Die Puppe zeigt mehrere gebogene Borsten am gerunzelten Kremaster.

### Ähnliche Arten
- Bei der Dunkelgrauen Nessel-Höckereule (Abrostola triplasia) überwiegen dunkelgraue Farbelemente. Sie verfügt über schmalere Vorderflügel und ein meist ockerfarbenes Wurzelfeld. Die äußere Querlinie mündet spitzwinkelig auf den Innenrand.
- Die Silbergraue Nessel-Höckereule (Abrostola tripartita) hat eine kontrastreiche graubraune bis silbergraue Grundfärbung. Die schwarzen Aderstriche im Apex bilden meistens dunkle Apikalflecke beiderseits der Wellenlinie. Mit einer Flügelspannweite von 27 bis 35 Millimetern handelt es sich bei tripartita um eine der kleineren der hier verglichenen Abrostola-Arten.
- Abrostola agnorista zeigt schmalere Vorderflügel, ist insgesamt eintöniger dunkelgrau gefärbt und besitzt ein hellbraunes Wurzelfeld. Den Faltern fehlen die schwarzen Aderstriche im Saumfeld.
- Abrostola clarissa ist im Gesamterscheinungsbild kleiner und wesentlich blasser braungrau gefärbt.
- Eine Verwechselung mit der etwas heller gefärbten Art Abrostola canariensis ist insofern auszuschließen, als diese nur auf der Inselgruppe Ilhas Selvagens sowie auf den Kanarischen Inseln vorkommt, die nicht zum Lebensraum von asclepiadis gehören.

Um bei der Bestimmung ein zweifelsfreies Ergebnis zu erzielen, kann auch eine genitalmorphologische Untersuchung durchgeführt werden.
Da sich die asclepiadis-Raupen deutlich von denjenigen der anderen Abrostola-Arten unterscheiden, ist mittels Zucht eine eindeutige Zuordnung möglich.

## Verbreitung und Vorkommen
Die Art ist in Süd- und Mitteleuropa verbreitet. Sie kommt außerdem im Nordosten der Türkei, dem Kaukasus und in Transkaukasien vor. In den Alpen steigt sie bis in Höhen von etwa 1500 Metern. Sie bewohnt hauptsächlich warme und trockene Gebiete, beispielsweise sonnige Hänge, Waldränder, steinige Halden sowie Ödländereien.

## Lebensweise und Lebensraum
Es handelt sich bei der Schwalbenwurz-Höckereule um einen dämmerungs- und nachtaktiven Falter, der von Mai und September fliegt. Er besucht künstliche Lichtquellen, jedoch nur vereinzelt Köder. Zuweilen ist er auch an Blüten saugend anzutreffen. Die Raupen ernähren sich von Schwalbenwurz (Vincetoxicum hirundinaria). Ihnen ist es dabei gelungen, sich an die toxischen sekundären Pflanzeninhaltsstoffe anzupassen. Die sehr auffällige Färbung der Raupen kann dabei als Warntracht aufgefasst werden, um auf ihre Giftigkeit hinzuweisen. Die Art überwintert im Puppenstadium.

## Gefährdung
In Deutschland kommt die Art regional in unterschiedlicher Anzahl vor, ist meist selten und wird auf der Roten Liste gefährdeter Arten auf der Vorwarnliste geführt.